# Рене Муавад
Рене Муавад (араб. رينيه معوض; 17 квітня 1925 — 22 листопада 1989) — ліванський політик, шістнадцятий президент Лівану, вбитий за кілька днів після обрання на посаду голови держави.

## Біографія
Народився в місті Згарта, що розташовувалось на підмандатній території Франції. Навчався у школі де ла Саля у Триполі, потім у Коледжі святого Йосипа, згодом вступив до Бейрутського університету, 1947 року здобувши спеціальність юриста. Працював у юридичній фірмі Абдалли Яфі, колишнього прем'єр-міністра Лівану.
1951 року Муавад удався до першої спроби пройти в політику, балотуючись до Національних зборів від Згарти, втім програв. 1952 року його заарештували за участь у масових заворушеннях, що призвели до відставки президента Бішари ель-Хурі, але невдовзі звільнили, після чого той виїхав до Сирії, а потім до Єгипту, де прожив кілька років. Там він особисто познайомився з президентом Гамалем Абдель Насером.
1957 року його обрали до лав Національних зборів Лівану, в подальшому переобирали 1960, 1964, 1968 та 1972 року. Він був прибічником президента Фуада Шехаба, за його адміністрації Муавад очолював комітети з фінансів і бюджету та з парламентського права. Він також обіймав посаду міністра поштового зв'язку та телекомунікацій в уряді Рашіда Караме від 31 жовтня 1961 до 20 лютого 1964 року. Від 16 січня до 24 листопада 1969 року очолював міністерство громадських зв'язків. 1970 підтримав Сулеймана Франжьє, в результате чого той виборов перемогу на президентських виборах. Після того Муавад упродовж тривалого часу не обіймав важливих посад. 25 жовтня 1980 йому доручили очолити міністерство освіти і культури, ту посаду він обіймав до 24 вересня 1982 року.
5 листопада 1989 року Муавада обрали президентом Лівану. За сімнадцять днів, 22 листопада, коли він повертався з урочистостей з нагоди Дня незалежності Лівану, його автомобіль підірвали поряд з автоколоною в західному Бейруті. В результаті вибуху загинули Рене Муавад і ще 23 особи. Мотиви й організатори замаху донині не встановлені.